# Aeschbech
Aeschbech är ett vattendrag i Luxemburg. Det flyter genom den centrala delen av landet och mynningen är belägen 20 kilometer nordväst om staden Luxemburg. Aeschbech är cirka 6,3 kilometer lång och höjdskillnaden mellan källan och mynningen är 51 meter. På vägen rinner vattendraget genom orten Buschdorf.